# Леонтій (Гудимов)
Митрополит Леонтій (в миру — Іван Опанасович Гудимов, 1928, Нова Слобода — 16 березня 1992, Слов'янськ) — єпископ Російської православної церкви, митрополит Донецький і Слов'янський.

## Біографія
Народився в 1928 році в родині селянина у селі Нова Слобода Путивльського району Глухівської округи.
З ранніх років він обрав собі чернечий шлях, вступивши в 1942 році послушником в Глинську пустинь. Там же він в 1948 році прийняв чернечий постриг з ім'ям Леонтій.
У серпні 1948 року чернець Леонтій був висвячений в сан ієродиякона. Через три роки — у ієромонаха.
Після закінчення середньої школи в 1949 році поступив в Одеську Духовну Семінарію, яку закінчив у 1952 році, а потім поступив в Московську Духовну Академію, яку закінчив у 1957 році зі званням кандидата богослов'я.
У 1957 році, після закінчення академії, о. Леонтій був призначений помічником інспектора та викладачем Одеської Духовної Семінарії. У 1960 році він став намісником Успенського монастиря у м. Одесі, а невдовзі — ректором Одеської Духовної Семінарії.
Архімандрит Леонтій був хіротонізований на єпископа Подільського 14 січня 1962 року, за Божественною літургією в Сергієвому Трапезному храмі Троїце-Сергієвої Лаври. Хіротонію очолив Патріарх Московський і всієї Русі Алексій.
22 грудня 1964 призначений єпископом Волинським і Рівненським.
З 8 жовтня 1965 року — єпископ Сімферопольський і Кримський.
З 7 жовтня 1967 року — єпископ Харківський і Богодухівський.
У 1968 році возведений в сан архієпископа.
1 грудня 1970 призначений Патріаріаршим Екзархом в Середній Європі.
31 травня 1973 вдруге призначений на Сімферопольську кафедру.
10 березня 1989 возведений у сан митрополита.
З 19 лютого 1990 року — митрополит Одеський і Херсонський.
З 20 лютого 1991 року — митрополит Херсонський і Таврійський.
З 16 березня 1992 року — Донецький і Слов'янський.
Помер 16 березня 1992 року в Слов'янську. Похований в огорожі Свято-Духівського кафедрального собору в Херсоні.